# Peyorativo
Peyorativo o despectivo es el uso del lenguaje con una finalidad negativa para lo que se designa.
Es un recurso muy utilizado al etiquetar negativamente al rival o enemigo con un término despectivo, como primera forma de lucha contra él. Así, durante la Revolución francesa, se aplicaba el término Antiguo Régimen. En la misma época y de la misma manera peyorativa se «reinventó» el concepto de feudalismo, despotismo, tiranía (de mayor tradición), etc. Muchos otros conceptos políticos tienen ese origen, por ejemplo, en la España de comienzos del siglo XIX, se llamaba serviles a los absolutistas por los liberales. La tradición parlamentaria inglesa nombra al partido liberal y conservador con los originariamente peyorativos whig y tory, incluso al propio parlamento inglés se le aplicó durante un periodo el nombre Parlamento Rabadilla (parlamento trasero). En España se llama culiparlantes a los diputados que no intervienen más que para votar (lo que antiguamente se hacía poniéndose de pie y sentándose).
La guerra civil española de 1936-1939 tuvo su parte de lucha terminológica: mientras cada bando se denominaba a sí mismo bando nacional o bando republicano, llamaba al otro fascista o rojo. La guerra civil estadounidense había hecho lo propio entre federales y confederados (yanquis y rebeldes). A veces puede partir de los propios correligionarios, como con el término camisa nueva, opuesto al de camisa vieja en la Falange Española convertida en Movimiento Nacional en 1936. Más oscuro parece el origen en otros casos, como el término nacionalcatolicismo (que puede deberse tanto a la oposición al franquismo como a las familias rivales dentro de este).
El uso de términos peyorativos es abundante en la Historia del Arte: por ejemplo, Vasari designó el arte de la Edad Media como «gótico», o sea, propio de godos, bárbaros (por cierto, el mismo término «bárbaro» es de origen peyorativo: se aplicaba por los griegos a quienes no hablaban griego, burlándose de su manera de hablar y equiparándola a un balbuceo «bar-bar»).
A veces, el enemigo o rival así descrito, en vez de rechazar el uso del término peyorativo termina reconociéndose en él e identificándose con él, de forma que pasa a ser propio. Así ocurrió por ejemplo con algunos estilos de las vanguardias artísticas: el término impresionismo (en origen, utilizado por un crítico de arte que quería burlarse del título Impresión: el sol naciente de un cuadro Monet); o con el fovismo (de forma similar, por un crítico que comparó ese estilo con el que tendrían fieras pintando).